# Alex Brosque
Mitchell Langerak (n. 12 octombrie 1983, Sydney, Noul Wales de Sud, Australia) este un fotbalist australian.
Între 2004 și 2013, Brosque a jucat 21 de meciuri și a marcat 5 goluri pentru echipa națională a Australiei.

## Statistici
| Australia | Australia | Australia |
| An        | Meciuri   | Goluri    |
| --------- | --------- | --------- |
| 2004      | 3         | 0         |
| 2005      | 0         | 0         |
| 2006      | 1         | 0         |
| 2007      | 0         | 0         |
| 2008      | 0         | 0         |
| 2009      | 0         | 0         |
| 2010      | 1         | 0         |
| 2011      | 5         | 3         |
| 2012      | 9         | 2         |
| 2013      | 2         | 0         |
| Total     | 21        | 5         |